# دونالد لي (لاعب كرة قدم أمريكية)
دونالد لي (بالإنجليزية: Donald Lee)‏ هو لاعب كرة قدم أمريكية أمريكي، ولد في 31 أغسطس 1980 في مسيسيبي في الولايات المتحدة.

## وصلات خارجية
- دونالد لي على موقع مرجع كرة القدم المحترفة.كوم (الإنجليزية)